# Standing NATO Maritime Group 2
Standing NATO Maritime Group 2 (SNMG2) er den anden af NATO's to stående flådestyrker. 
Før den 1. januar 2005 var styrken benævnt Standing Naval Force Mediterranean (STANAVFORMED). STANAVFORMED blev aktiveret den 30. april 1992 i Napoli i Italien og var efterfølgeren til NATO-styrken Naval On-Call Force Mediterranean (NAVOCFORMED) som havde været aktiveret i kortere og længere perioder siden 1969. Efter en omorganisering i NATO fik styrken sit nuværende navn SNMG2 den 1. januar 2005.
SNMG2 er en multinational flådestyrke hvis medlemmer kommer fra alliancens forskellige medlemslande. Skibene træner og opererer sammen som en fast styrke som altid er klar til at foretage en række opgaver for NATO hvis nødvendigt såsom deltagelsen i øvelser, humanitære- eller militære operationer. I reglen opererer styrken i Middelhavet, men er i stand til at deployere over hele verden.
Flere nationer deltager ofte i styrken såsom Tyskland, Grækenland, Italien, Holland, Spanien, Tyrkiet, Storbritannien og USA. Andre NATO-medlemmer deltager også, dog ikke så ofte. 
SNMG2-styrken deltager ofte i store øvelser og foretager havnebesøg i Middelhavet for at lære de lokale havne at kende og samtidigt "vise flaget". Disse havne inkluderer havne i NATO-lande, Partnerskab for fred-lande (PfP), lande i Middelhavsdialogen og de fleste andre Middelhavslande.
Styrkesammensætningen af SNMG2 varierer, afhængig af de lande der stiller skibe til rådighed, men består som oftest af 4-8 destroyere eller fregatter samt et støtteskib. Styrkens chef har kommandoen over styrken i et år, hvorefter en anden af styrkens medlemmer stiller en ny styrkechef og stab til rådighed for det næste år.

## Mission
NATO har to stående flådestyrker (SNMG) samt to stående minerydningsgrupper (Standing Naval Mine Counter Measures Group – SNMCMG). Grupperne giver alliancen redskaber til at kunne deltage i pludselige opståede kriser, både i fredstid og i uroplagede områder. Gruppernes primære rolle er at være en integreret del af NRF, således at NRF også har en maritim kapacitet.
Andre områder SNMG- og SNMCMG-styrkerne også vægter højt at at vise en tilstedeværelse, at foretage besøg til andre NATO-, PfP- og andre lande samt være i stand til at tilføje kapaciteter til igangværende operationer i området hvis nødvendigt.

## Operationer
Den 11. juli 1992 blev styrken beordret til det Ioniske Hav for at forberede sig til fremtidige operationer, med mulig henblik på FN's sikkerhedsråds resolutioner 713 og 757. Det Nordatlantiske Råd besluttede den 15. juli 1992 at NATO's overvågningsmission skulle starte klokken 8 lokal til den 16. juli da de første skibe i STANAVFORMED sejlede ind i Adriaterhavet og dermed begyndte Operation Maritime Monitor. Styrken blev midlertidigt afløst af STANAVFORLANT i perioden 9-26. september således at kommandoen kunne skifte til den næste styrkechef, forskellige skibe kunne udskiftes og styrken kunne foretage et antal opbygningsøvelser med de nye skibe og styrkechefen. Fra den 22. november 1992 til den 15. Juni 1993 deltog styrken i Operation Maritime Guard, som var NATO's bidrag til håndhævelsen af den FN pålagte embargo mod det tidligere Jugoslavien. Operationen blev udført i samarbejde med Vestunionens operation Sharp Fence.
Den 15. juni 1993 blev disse to operationer lagt sammen i en kombineret NATO/Vestunion Operation Sharp Guard. Dele af styrken besøgte havnen i Haifa i perioden 16-22 november 1993. STANAVFORMED fortsatte med at håndhæve FN-embargoen indtil den 18. juni 1996 hvor FN's embargo mod Jugoslavien blev afsluttet. Siden da forblev STANAVFORMED klar til at genoptage Sharp Guard på kort varsel, hvis FN's sanktioner mod våben skulle blive genindført, indtil samtlige embargoer mod landet ophørte den 1. oktober 1996. Fra den 22. november 1992 – da embargoen begyndte – til den 18. juni 1996, anråbte NATO's og Vestunionens enheder over 70.000 skibe og heraf blev over 7.000 boarded og inspiceret eller beordret mod en anden havn for at undergå en grundigere inspektion. Efter FN godkendte håndhævelsen af embargoen i april 1993 var der ingen kendte eksempel på at det lykkedes noget skib at bryde den maritime embargo.
STANAVFORMED deployerede til Adriaterhavet den 14. oktober 1998 som en del af NATO’s forberedelser til en mulig operation i Republikken Jugoslavien. Efter Jugoslavien viste villighed og underskrev dokumenter der mødte kravene fra det internationale samfund, vendte styrken tilbage til sine normale operationer. På grund af den eskalerede vold i Kosovo besluttede det nordatlantiske råd den 20. januar 1999 at styrke NATO-styrkernes evne til at udføre luftoperationer i området. En af måderne var at sende STANAVFORMED til området for at vise alliancens styrke og beslutsomhed. Ved afslutningen af Operation Allied Force genoptog STANAVFORMED sine normale fredstidsopgaver. 
Efter det nordatlantiske råds beslutning om at implementere Washingston Traktatens 5. artikel (Musketéreden) som en konsekvens af terrorangrebet den 11. september 2001 afbrød STANAVFORMED øvelsen Destined Glory den 6. oktober 2001 og forlagde mod det østlige middelhav for at deltage i Operation Active Endeavour, NATO's maritime bidrog til kampen mod terrorisme. Siden da har STANAVFORMED og senere SNMG2 deltaget i Operationen når det har skønnet nødvendigt.
Efter en anmodning fra FN blev SNMG2 sendt til kysten ud for Somalia for at udføre Operation Allied Provider, som skulle forsvare og beskytte WFP-skibe mod truslen fra pirater og røveriforsøg, således at WFP kunne fuldføre sin mission med at bringe nødhjælp frem til dem som måtte behøve det.

## Organisation
SNMG2 er en del af NATO Response Force (NRF).